# Tulum (gemeente)
Tulum is een gemeente in de Mexicaanse deelstaat Quintana Roo. De hoofdplaats van Tulum is Tulum Pueblo. Tulum heeft een oppervlakte van 2.980 km² en 30.788 inwoners (schatting 2008).
Tulum is opgericht op 13 maart 2008 en is daarmee de jongste gemeente van het land. Plaatsen binnen haar grondgebied zijn naast de hoofdplaats onder andere Akumal, Punta Allen, Xel-Há en de Mayaruïnes van Cobá en Tulum.
Bacalar · Benito Juárez · Cozumel · Felipe Carrillo Puerto · Isla Mujeres · José María Morelos · Lázaro Cárdenas · Othón P. Blanco · Puerto Morelos · Solidaridad · Tulum